# بيلا لوي
بيلا لوي (بالإنجليزية: Bella Lui)‏ هو أحد جبال سلسلة جبال الألب البرنية وجزء من القمة الأم فيلدستروبيل يقع في كانتون فاليز، سويسرا. يبلغ ارتفاع الجبل حوالي 2548 متر، بينما يبلغ ارتفاع نتوء الجبل 50 متر.